# 耶律药师奴
耶律药师奴（？—981年），又名耶律韩八，为辽朝宗室，辽景宗的第四子。
《辽史》景宗本纪记载，乾亨三年（981年）三月乙卯，皇子耶律韩八夭折，葬在王子院。统和元年（983年）五月，祭王子药师奴墓。一说他就是宋朝方面史料记载的耶律郑哥。

## 資料
- 《辽史》景宗本纪、皇子表